# Glenea mimoscalaris
Glenea mimoscalaris é uma espécie de escaravelho da família Cerambycidae. Foi descrita por Stephan von Breuning em 1969.  É conhecida a sua existência em Borneo.